# Psychotria subintegra
Psychotria subintegra là một loài thực vật có hoa trong họ Thiến thảo. Loài này được (Wight & Arn.) Hook.f. miêu tả khoa học đầu tiên năm 1880.